# Friedrich von Romberg

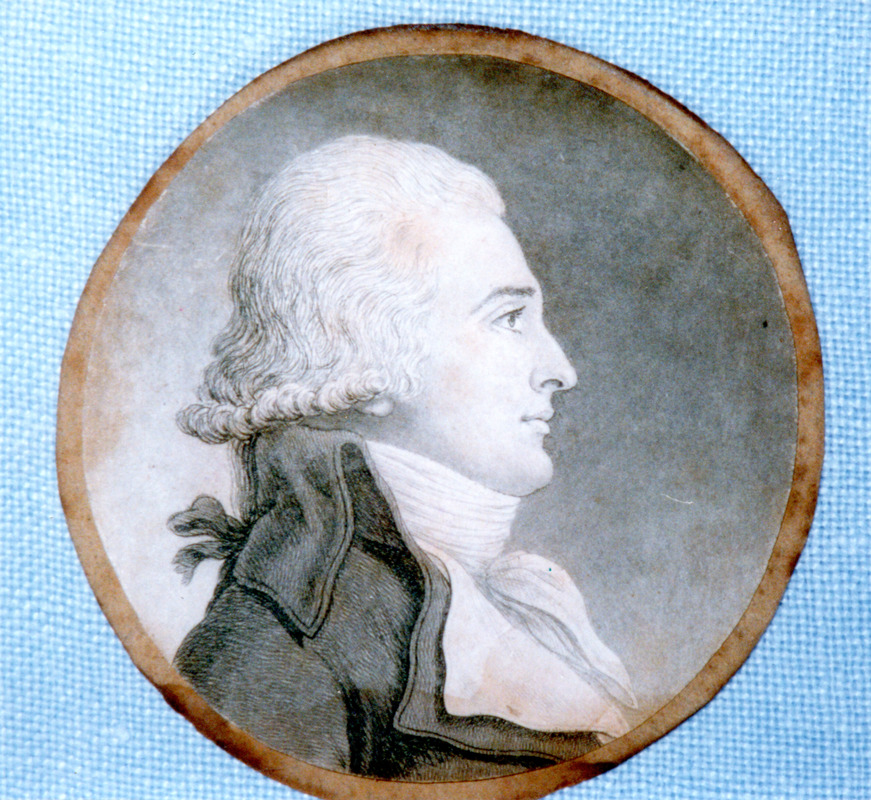
Portret van Romberg

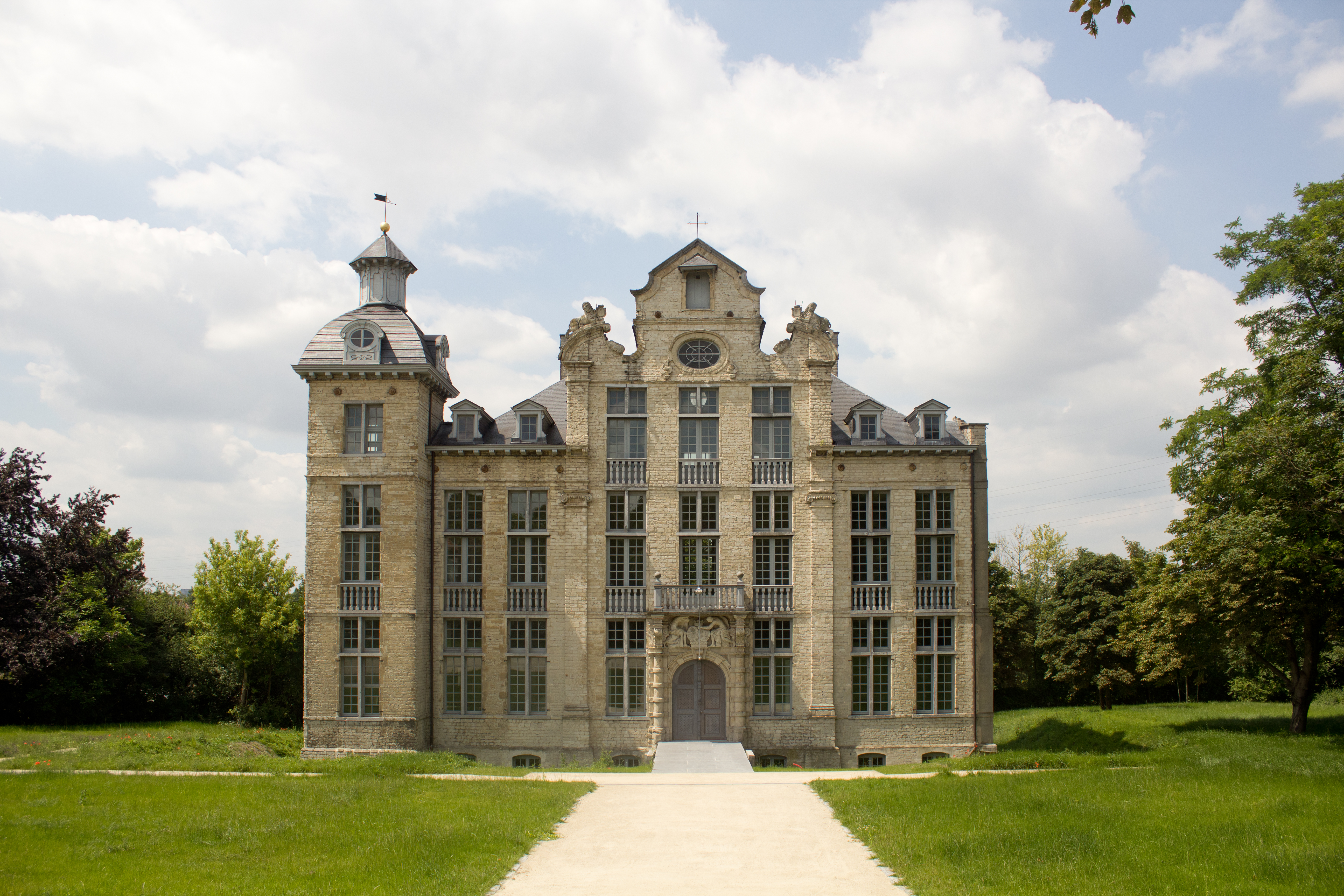
Het Kasteel Beaulieu dat Romberg in 1782 kocht

Johann Bernhard Friedrich Romberg, vanaf 1784 baron von Romberg, in het Frans genaamd Frédéric de Romberg (Hemer, 5 augustus 1729 - Brussel, 1819) was een textielhandelaar, vervoersondernemer, bankier, katoenfabrikant, reder, slavenhandelaar en plantagehouder. Hij maakte zijn fortuin in de Oostenrijkse Nederlanden en werd een van de rijkste mannen van zijn tijd, maar raakte zijn vermogen ook weer kwijt.

## Leven

### Familie
Zijn vader Johann Bernhard Romberg, een buitenhuwelijks kind, was woudrechter in Sundwig. Zijn moeder heette Elisabeth Habich en kwam uit Schwerte. Friedrich Romberg vestigde zich met zijn jongere broer Christian in Brussel en trouwde er op 1 juli 1759 met Louise-Henriette-Sophie Huyssen (1735-1785), dochter van baron Heinrich von Huyssen. Ze hadden vijf kinderen:
- Jean-François-Frédéric-Chrétien (1760-1809), stierf in Haïti
- Henry-Diederic-Bernard (1764-1784), stierf in Bordeaux
- Jeanne-Catherine-Henriette (1767-1767)
- Adolph-Louis-Ferdinand (°1768)
- Hélène-Henriette-Louise (1775-1775)

Allen werden ze gedoopt door de protestantse aalmoezenier van het regiment Waldeck. Na de dood van zijn broer Christian in 1779 zorgde hij voor diens kinderen. Vader Romberg hertrouwde op 7 prairial jaar VII (1799) met Marie-Thérèse Buot.

### Opkomst
Romberg voltooide een handelsopleiding bij de firma Kissing in Iserlohn en daarna bij Schüle in Augsburg. Vlak voor de Zevenjarige Oorlog verhuisde hij in 1755 naar Brussel. In het begin hield hij zich voornamelijk bezig met textiel uit Silezië en Saksen. In 1759 trouwde hij, maakte hij van Brussel definitief zijn hoofdzetel en nam hij zijn broer Christian op in de firma. Echte opgang maakte hij met een transportbedrijf opgericht in 1765. Aanvankelijk steunde zijn transportketen op de wagenvoerder Altenvoerde uit het graafschap Mark. Later had hij verbindingen tussen de Oostenrijkse Nederlanden en Wenen, maar ook met het Oude Rijk, Zwitserland en Italië.
Zijn Duitse afkomst verhinderde Romberg niet uitstekende relaties te hebben met de ministers van de Oostenrijks-Nederlandse regering in Brussel. Voor de door hem bediende route tussen Oostende en Napels, met bureaus in Leuven, Nancy en Lindau, verkreeg hij gunstige toltarieven. Op het eerste deel naar Luxemburg vermeed hij de tol van het prinsbisdom Luik door te slingeren langs Vonêche en Beauraing. Rond 1780 bezat zijn transportbedrijf bijna 200 trekpaarden. Hij zou ook een maritieme verbinding Oostende-Triëste hebben ingelegd. Nog in dat jaar nam hij met zijn broer een katoenmanufactuur over in Brussel. Ook de binnenvaart werd door hem gestimuleerd, met het kanaal Leuven-Dijle als een centrale as. De heropleving van Leuven had heel wat te danken aan het handelsverkeer dat hij aanbracht.

### Verdere expansie
Tijdens de Amerikaanse Onafhankelijkheidsoorlog waagde Romberg zich aan de rederij. Zijn schepen voeren vanuit Oostende onder de keizerlijk-Oostenrijkse vlag, die gedurende enkele jaren één van de weinige  was waarvan de neutraliteit werd gerespecteerd. De vloot van Romberg voorzag de koninklijke marine in Brest en Cherbourg van 3000 masten en tal van andere materialen voor de scheepsbouw. Hij had ook een contract voor Marenneszout en tabak met de Compagnie des fermiers généraux, maar verloor in die periode veel schepen (zestien vergingen en veertien werden gekaapt). Toen keizer Jozef II in 1781 incognito naar Brussel kwam, had hij niettemin verschillende ontmoetingen met de man die het jaar voordien 94 schepen had uitgerust in Oostende en die 2000 zeelui in dienst had. Het volgende jaar kocht Romberg het Kasteel Beaulieu in de Brusselse rand.
Romberg breidde zijn activiteiten uit naar verschillende firma's en locaties. In Oostende leidde zijn oudste zoon Frédéric het bedrijf Frederick Romberg Fils & Ricour. Een firma in Brugge deed aan scheepvaartverzekering. In Gent specialiseerde Romberg & Consors zich in de Trans-Atlantische slavenhandel. Naar eigen zeggen organiseerde het achttien expedities. In Brussel plaatste hij een andere zoon Henry aan het hoofd van een textielfabriek, die ruilwaar voor de slavenhandel produceerde. Het ging om een gemechaniseerde katoenspinnerij, -weverij en -drukkerij gevestigd in het pas opgeheven kartuizerklooster. In zijn geboortestreek richtte Romberg een textielblekerij op in Stephanopel. Tot lang na zijn vertrek konden de inwoners van Hemer en Iserlohn rekenen op zijn steun. Voorts was hij actief als bankier. Hij leverde tussen 1782 en 1785 in Brussel talloze zilveren peso's en staven af. In 1784 verhief Jozef II hem in Wenen tot baron. Daarmee wilde de keizer hem als een verlichte ondernemer tot voorbeeld stellen. De patentbrief vermeldde expliciet zijn verdiensten voor de slavenhandel. Zo wordt verwezen naar zijn uitgebreide vloot van schepen waarvan ‘bon nombre auroit fait le voyage à la Côte d’Or et à la Guinée pour la traite des nègres’.

### Slavenhandel
De lucratieve driehoekshandel was een markt waarin de Zuidelijke Nederlanden nooit hadden kunnen doorbreken, bij gebrek aan zeemacht en kolonies. De Vierde Engels-Nederlandse Oorlog (1780-1784) opende echter de mogelijkheid gebruik te maken van de neutrale status van de Oostenrijkse Nederlanden en een deel van de trans-Atlantische driehoekshandel tijdelijk over te nemen van de Engelsen, Fransen en Hollanders. In associatie met bankiers als Jacques Joseph Chapel, de broers Jean Joseph en Josse Jean Walckiers, en Joseph Depestre, rustte Romberg verschillende slavenschepen uit. Ze vertrokken van de Vlaamse havens naar de Golf van Guinea en de Goudkust, geladen met buskruit, wijn, sterke drank en goedkoop textiel. Na deze waar te hebben geruild voor slaven, zeilden de schepen naar Guadeloupe, Saint-Domingue of Cuba. Op de terugtocht sloegen ze vooral koffie en suiker in. In 1780 vertrokken door hem uitgeruste slavenschepen uit Oostende, Le Havre en La Rochelle. In 1782-83 zijn elf slaventransporten van Romberg gedocumenteerd.
In 1783 herstelden de Fransen hun exclusiviteit op de West-Indiëvaart. Met de gebroeders Walckiers als stille vennoten, en kapitaal uit Amsterdam en Hamburg, stuurde Romberg zijn zoon Henry en zijn voormalige werknemer Georg Christoph Bapst naar Bordeaux om er de slavenfirma Romberg, Bapts & Cie te beginnen. Hij had er uitstekende contacten met de consul Johann Jakob von Bethmann. Met een startkapitaal van 600.000 livres, gelijk ingebracht door de drie stille vennoten, mikten ze op Saint-Marc als slavenmarkt. Het volgende jaar al overleed de jonge Romberg en kreeg Bapst als enige de operationele leiding in handen.
Romberg, Bapts & Cie werd de grootste slavenhandel in Bordeaux. Tot 1791 stuurde het bedrijf minstens een dozijn slavenschepen uit naar de West-Indische plantages. Alleen al tussen 1787 en 1789 rustte het zeven schepen uit, waarmee het de op drie na grootste rederij in Bordeaux was. De kapiteins van de schepen kochten voornamelijk aan de Afrikaanse Oostkust. Tot 1790 had de firma in Saint-Domingue ongeveer twintig indigo- en katoenplantages in rechtstreeks beheer, naast betrekkingen met een dertigtal andere plantages. Deels leverden ze grondstoffen voor de familiale textielbedrijven.
Het bedrijfskapitaal steeg tot 2,2 miljoen livres, maar de schuldvorderingen op de Franse plantagehouders waren een veelvoud daarvan. Romberg, die zwaar investeerde in zijn Bordelese firma, kon in 1789 ternauwernood het faillissement afwenden dankzij zijn internationale netwerk. Het uitbreken van de Haïtiaanse Revolutie in 1791 was een klap, maar finaal waren het de nauwelijks invorderbare schulden van de kolonialen die in oktober 1793 zijn zaken deden instorten. Romberg verloor 4,29 miljoen livres in het faillissement. Hij dekte een deel van de verliezen door de verkoop van vastgoed in de regio Parijs dat hij had verworven op veilingen van nationaal goed: het Saint-Honoréklooster (500.000 livres), de Saint-Périneabdij, de kerk en abdij van Saint-Jean en het kasteeldomein Robecq-Montmorency bij Arpajon. Ook zijn domein in Machelen moest hij van de hand doen, wat niet verhinderde dat hij tijd doorbracht in schuldgevangenis.
Een tweede klap was de Continentale Blokkade die vanaf 1806 de handel met de Britse eilanden trof. De laatste decennia van zijn lange leven voerde hij over zijn oninbare vorderingen op de Ferme générale een eindeloze reeks processen.

## Geschriften
Romberg schreef een autobiografie: Mémoire des faits de Frédéric de Romberg (1810). Het manuscript wordt bewaard in de Koninklijke Bibliotheek van België. Hij schreef ook memoranda zoals Romberg et son fils contre P.F. Stevens (1811).

## Voetnoten
1. ↑  François Antoine, "La vente des biens nationaux à la fin du XVIIIe siècle, nouvelle donne pour la ville" in: Articulo. Journal of Urban Studies, 2009, nr. 1, § 5. DOI:10.4000/articulo.1015
2. ↑  Adelbrief geciteerd in I. De Stein D’altenstein, Annuaire de la Noblesse de Belgique, Brussel, 1869, p. 187.
3. ↑  John Everaert, ‘Le Pavillon Impérial Aux Indes Occidentales : Contrebande de Guerre et Trafic Neutre Depuis Les Ports Flamands (1778-1785)’, in: C. Koninckx (red.) , Bijdragen Tot de Internationale Maritieme Geschiedenis, Brussel, 1988 (Collectanea maritima, 4), p. 43–67 ; Dirk Jacobs, "Geopolitiek en sociaal kapitaal in een Brugse grafkelder. Slavenhandelaar Nicolas Masterson en de trans-Atlantische driehoekshandel tijdens de Vierde Engels-Nederlandse Oorlog (1780-1784)", Handelingen van het Genootschap voor Geschiedenis te Brugge, 2022, 159 (1), p.124. Gearchiveerd op 16 april 2023.
4. ↑  Pierre Verhaegen, "Le commerce des esclaves en Belgique à la fin du XVIIIe siècle", in: Annales de la Société d'Archéologie de Bruxelles, 1901, p. 259. Gearchiveerd op 12 juli 2023.

- Gemeinsame Normdatei: 1109772238
- Virtual International Authority File: 136147095014025080416